# Kostel svatého Jiří (Třebovice)
Kostel svatého Jiří je římskokatolický, orientovaný, filiální, bývalý farní kostel v Třebovicích. Patří do děkanství Česká Třebová. Je chráněn jako kulturní památka České republiky.

## Historie
Kostel z let 1834-1835 byl postaven na místě staršího gotického kostela.

## Architektura

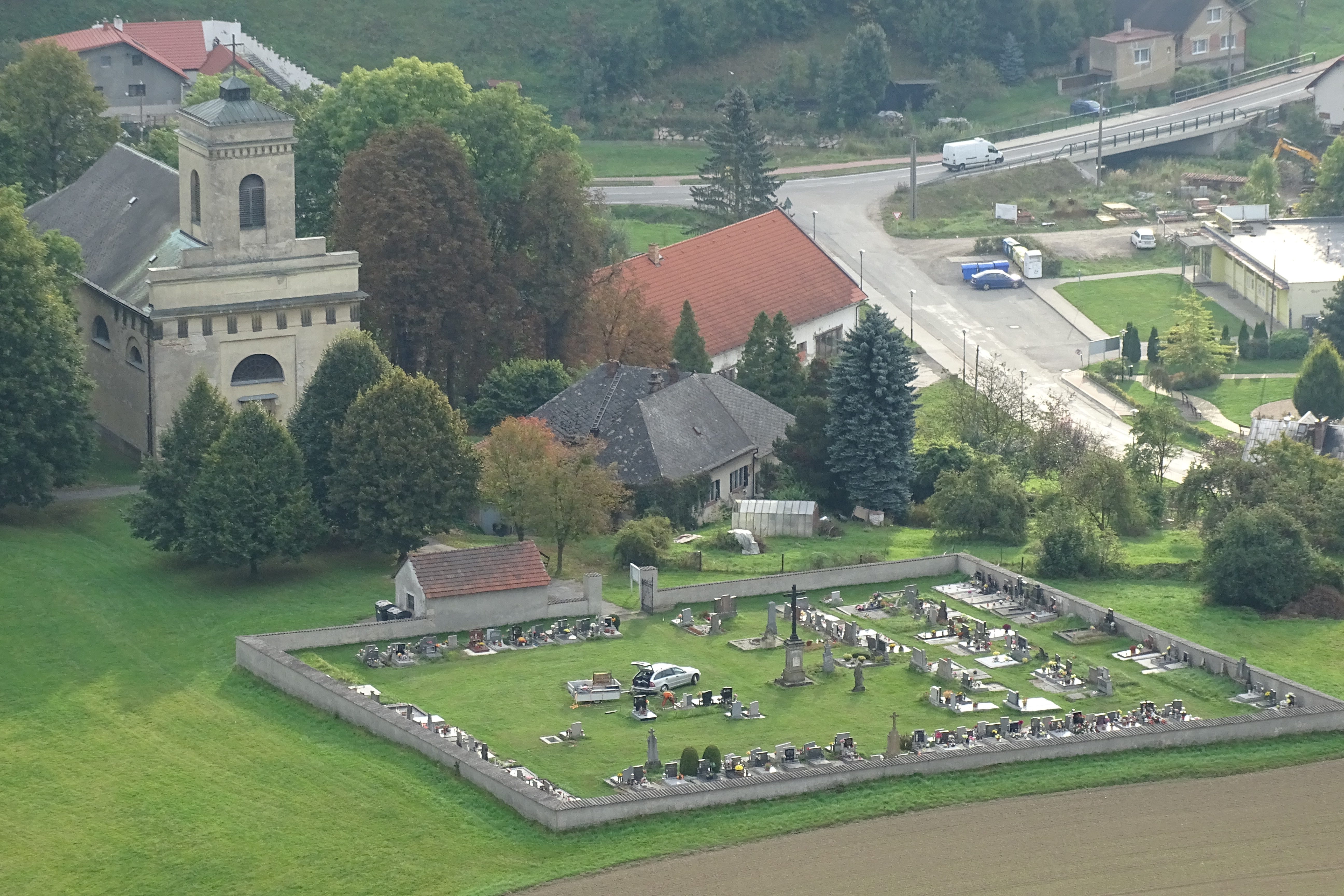
Kostel sv. Jiří a hřbitov v Třebovicích

Cenná empírová venkovská stavba. Původní průčelí odkazující k antice s triglyfy, termálními okny a klenutým interiérem.

## Bohoslužby
Bohoslužby se konají jednou měsíčně v neděli od 11.00.